# (34365) Laurareilly
(34365) Laurareilly est un astéroïde de la ceinture principale d'astéroïdes découvert en 2000.

## Description
(34365) Laurareilly a été découvert le 1er septembre 2000 à l'observatoire Magdalena Ridge, situé dans le comté de Socorro, au Nouveau-Mexique (États-Unis), par le projet Lincoln Near-Earth Asteroid Research (LINEAR).

### Caractéristiques orbitales
L'orbite de cet astéroïde est caractérisée par un demi-grand axe de 2,56 ua, un périhélie de 2,24 ua, une excentricité de 0,13 et une inclinaison de 3,90° par rapport à l'écliptique. Du fait de ces caractéristiques, à savoir un demi-grand axe compris entre 2 et 3,2 ua et un périhélie supérieur à 1,666 ua, il est classé, selon la JPL Small-Body Database, comme objet de la ceinture principale d'astéroïdes.

### Caractéristiques physiques
(34365) Laurareilly a une magnitude absolue (H) de 15,4 et un albédo estimé à 0,054.

## Étymologie
Cet astéroïde est nommé en l'honneur de Laura Maria Reilly (2003-).